# Funiculaire de Thonon-les-Bains
Le funiculaire de Thonon-les-Bains, officiellement Funiculaire Thonon-Rives, est un funiculaire automatique mis en service le 2 avril 1888 qui relie le centre-ville de la ville thermale française de Thonon-les-Bains (Haute-Savoie, Auvergne-Rhône-Alpes) à son port, le port de Rives. Long de 220 m, il gravit les quarante-six mètres de dénivelé en une minute et demi environ.
Une de ses particularités réside dans son point de croisement des véhicules, la ligne étant un des seuls funiculaires au monde où le croisement ne s'effectue pas en ligne droite.

## Historique

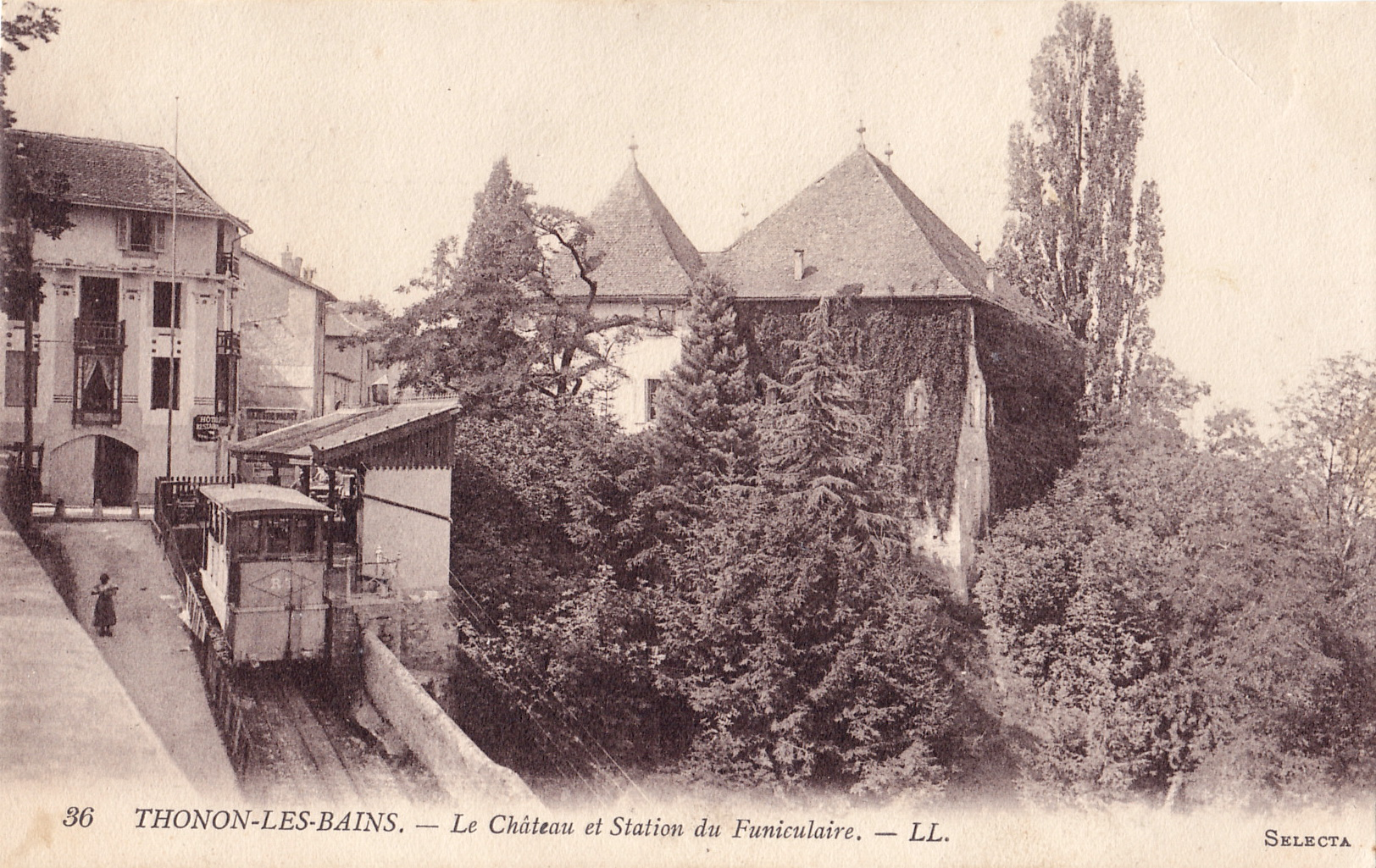
La station supérieur du funiculaire dans son état originel.

### XIXesiècle
Le funiculaire de Thonon est initialement construit afin de faciliter l'acheminement de matériaux transportés sur le Léman et à destination de la Ville Haute qui était alors transporté par charrettes et étaient obligés d'effectuer un détour par l'actuelle avenue du Général Leclerc en raison du relief. Le funiculaire est conçu par l'ingénieur suisse Auguste Alesmonières. Il est inauguré le 2 avril 1888 et était à l'époque de sa construction le seul funiculaire au monde dont les cabines se croisaient dans une courbe. Des rails sont par ailleurs installés entre la douane du port de Thonon et la gare aval du funiculaire pour faciliter le transbordement des marchandises.
Le funiculaire est à l'origine construit en bois et comportait deux classes ainsi qu'une partie réservée aux bagages et denrées transportées. La première classe bénéficiait de sièges confortables dans une voiture vitrée et agrémentée de rideaux pour les protéger du soleil tandis que la seconde classe se contentait d'un wagon sans fenêtre. Ce n'est qu'à partir des années 1950 que les usagers de la seconde classes bénéficient d'une cabine protégée.
Il s'agit initialement d'un funiculaire à contrepoids d'eau : son déplacement repose sur un système de réservoir d'eau de 11 t placés sous le plancher et qui faisaient office de contrepoids. Le remplissage, dont les eaux étaient fournies par le service des eaux de la ville,, s'effectuait à la station Ville-Haute puis le réservoir était vidé à la station de Rives. Une fois le réservoir du wagon supérieur remplit, le personnel en cabine desserrait son frein pour lancer la manœuvre de descente, entrainant la remontée du wagon inférieur.

### XXesiècle
Le funiculaire connait son seul et unique accident le 26 août 1911, à 8 h 15, au cours duquel l'une des deux cabines déraille et se renverse sans faire de victime (la cabine était vide). L'accident serait du au ballottement de l’eau dans la réserve sous la cabine. La ligne reste fermée pendant un an à la suite de l'accident.
En 1936, les cabines d'origine sont changées pour des cabines en métal plus modernes et confortables. Puis c'est au tour du système de traction d'être remplacé en 1951 par un moteur électrique offrant une gestion plus fiable et sécurisé,. Le système de contrepoids présentaient en effet de nombreux défauts,, : 
- le remplissage du réservoir nécessite un délai d'attente entre deux navettes ;
- le service est interrompu en cas de pénurie d'eau ;
- la vitesse du wagon reposait uniquement sur l'appréciation du chef de train qui contrôlait sa descente en actionnant un frein à manivelle[5].

Le 13 juillet 1989, le funiculaire bénéficie d'une automatisation par Poma/Skirail et les cabines sont remplacés. Cette modernisation marque la disparition des chefs de train habillés en blouse blanche à col bleu. Le funiculaire n'est alors stoppé qu'épisodiquement pour des raisons techniques ou politiques.

### XXIesiècle
En 2010, une rénovation électrotechnique de l'appareil intervient. Début 2015, une grande inspection décennale est opéré au cours laquelle le câble est changé. Le nouveau câble est fabriqué par Trefileurope, il fait une longueur de 277 m pour 19,5 mm de diamètre,.
En 2017, la ville de Thonon-les-Bains cède à Thonon Agglomération son statut d'autorité organisatrice de la mobilité, après avis définitif de l'État.
En janvier 2025, une visite décennale obligatoire a entrainé la dépose des deux cabines. Leur retour sur rail a été effectué le 28 avril 2025 et après différents contrôles, la mise en service en juin 2025.

## Caractéristiques

### Exploitation
Le funiculaire est exploité par RDB Thonon comme le reste des transports en commun de Thonon-les-Bains depuis le 1er mai 2022.
Le funiculaire, automatique, est exploité toute l'année sauf le 25 décembre et le 1er janvier à raison d'un départ toutes les deux à quatre minutes, permettant d'offrir une capacité horaire de 616 personnes (en théorie de 1582 personnes),. Le départ est donné par le receveur en gare inférieure.
Son horaire varie en fonction des périodes de l'année :
| Période       | Dates                                          | Du lundi au samedi          | Dimanche et jours fériés    |
| ------------- | ---------------------------------------------- | --------------------------- | --------------------------- |
| Hiver         | 1er octobre - 30 avril                         | 08h00 - 12h15 13h15 - 18h30 | 10h30 - 12h15 13h15 - 18h00 |
| Entre-saisons | 1er mai - 30 juin 1er septembre - 30 septembre | 08h00 - 21h00               | 08h00 - 21h00               |
| Été           | 1er juillet - 1er août                         | 08h00 - 23h00               | 08h00 - 23h00               |

### La ligne
La ligne est longue de 243 mètres, dont 86,8 m en courbe, et permet de rattraper un dénivelée de 46 mètres entre ses deux terminus avec une pente moyenne de 20 % et maximale de 21,1 %. La ligne naît au quai de Rives à proximité du château éponyme. Sur sa partie basse, elle longe la rue du Funiculaire jusqu'à l'évitement central puis monte rejoindre son terminus rue Michaud, à côté du musée du Chablais.
La voie, dont l'écartement est inconnu, compte un évitement de type inconnu.
Sa vitesse d'exploitation est de trois mètres par seconde ; le temps de parcours est de une minute et 35 secondes.
La machinerie et le poste de conduite sont installés en gare amont : depuis 1989 c'est une machinerie Skirail entièrement automatisée qui a remplacé le système d'origine à contre-poids remplis d'eau.

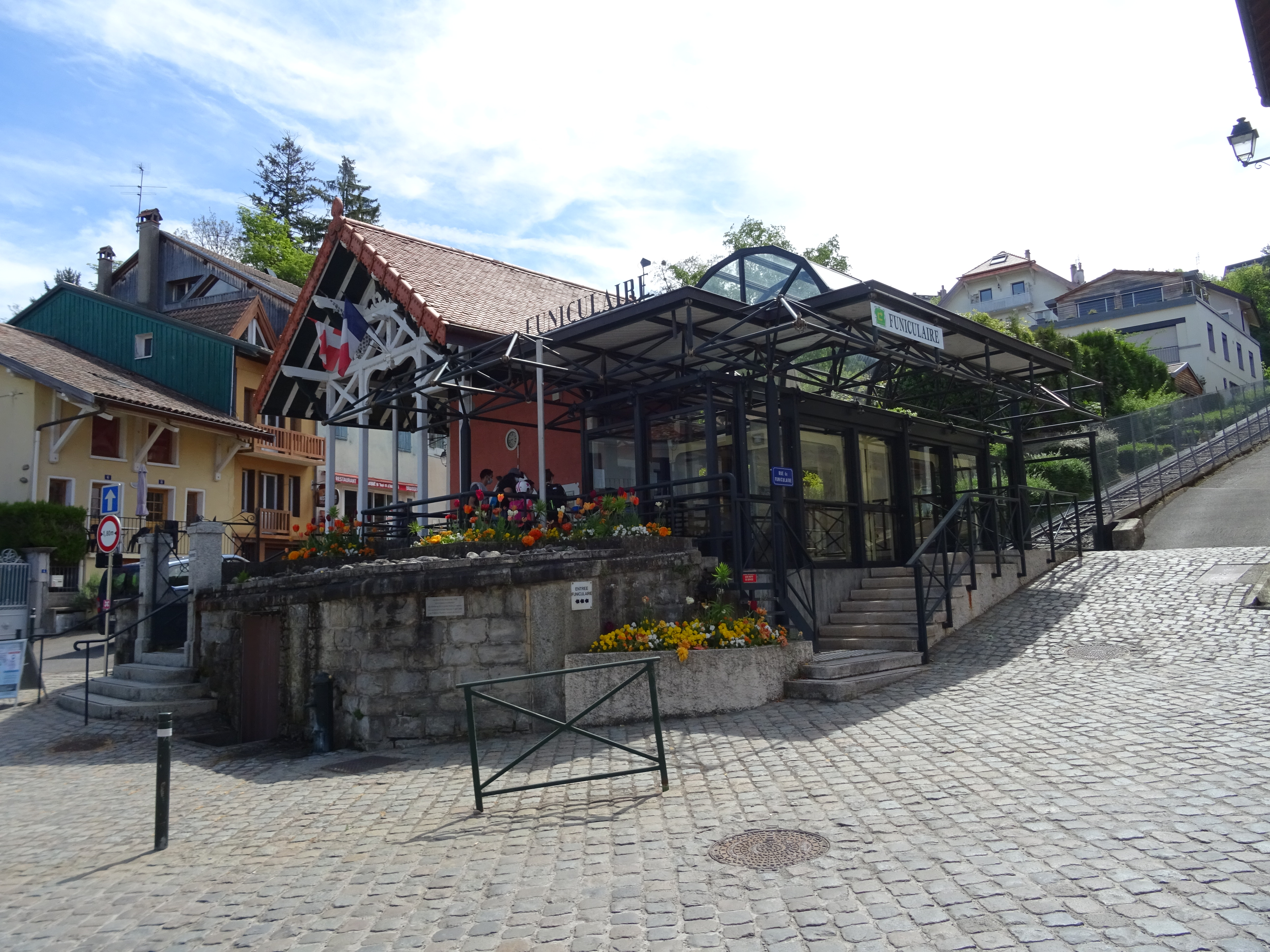
Vue de la gare aval à proximité du port de Rives.
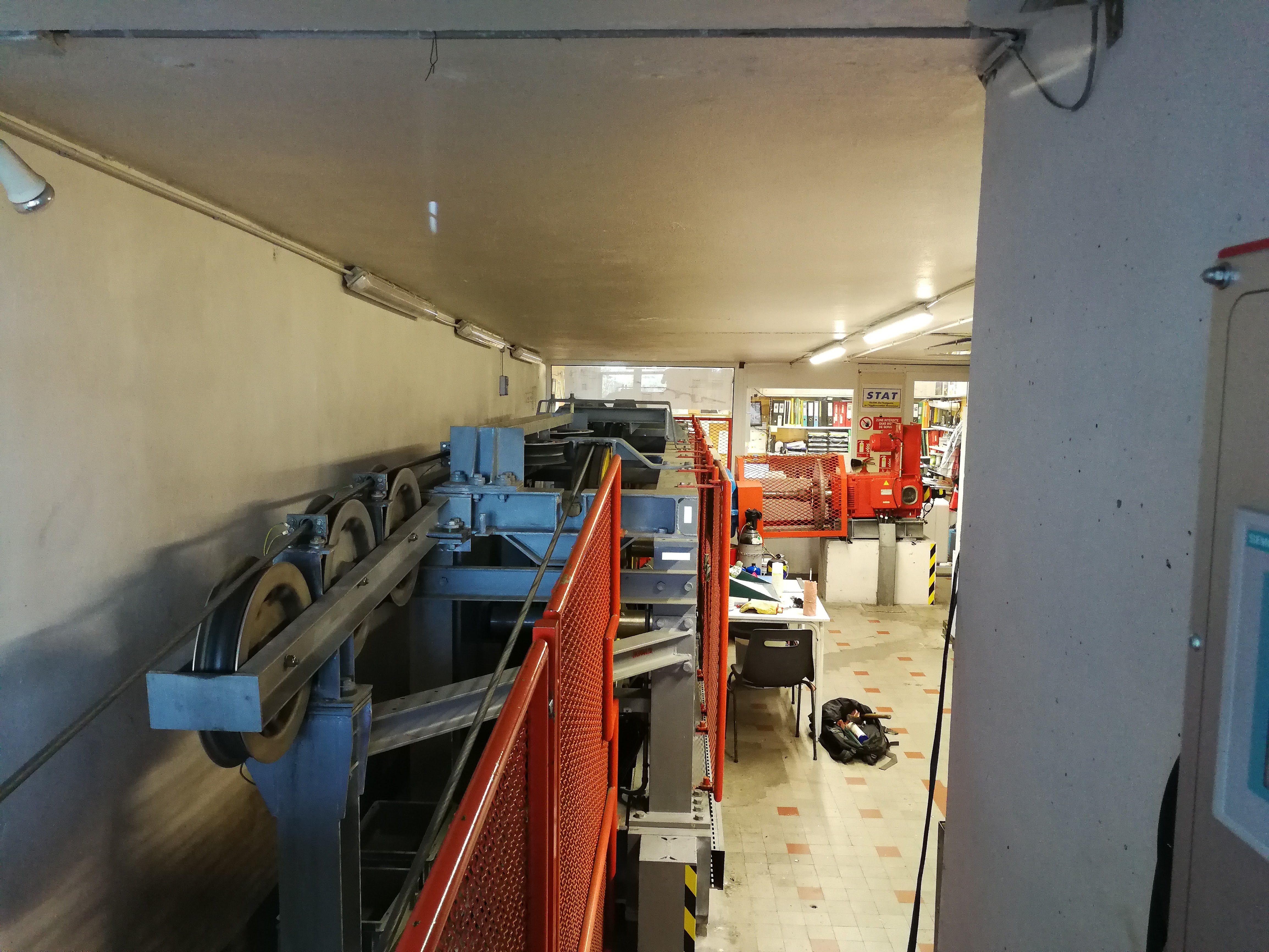
Vue du local technique depuis la gare amont.
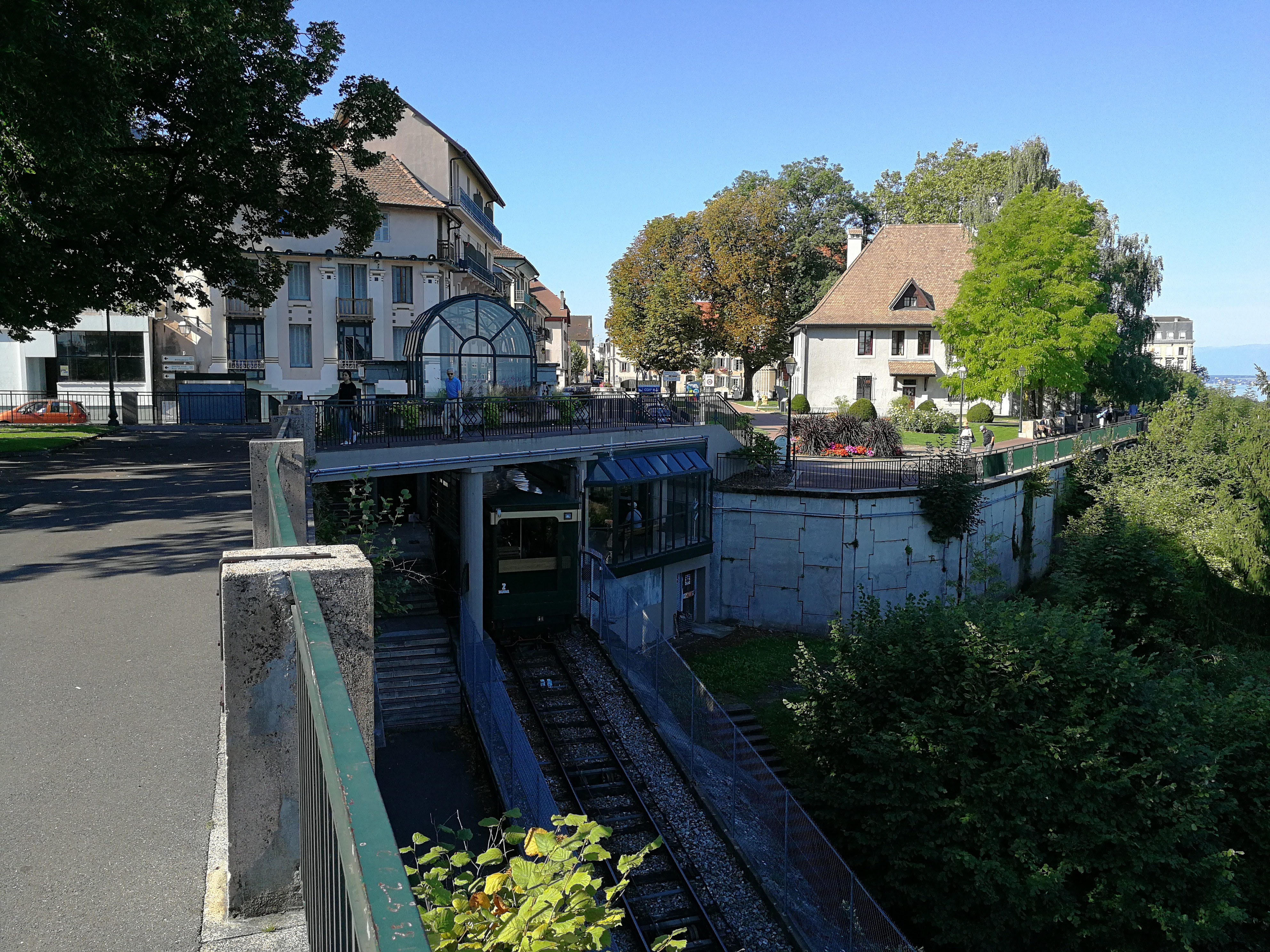
Gare amont et château de Sonnaz.
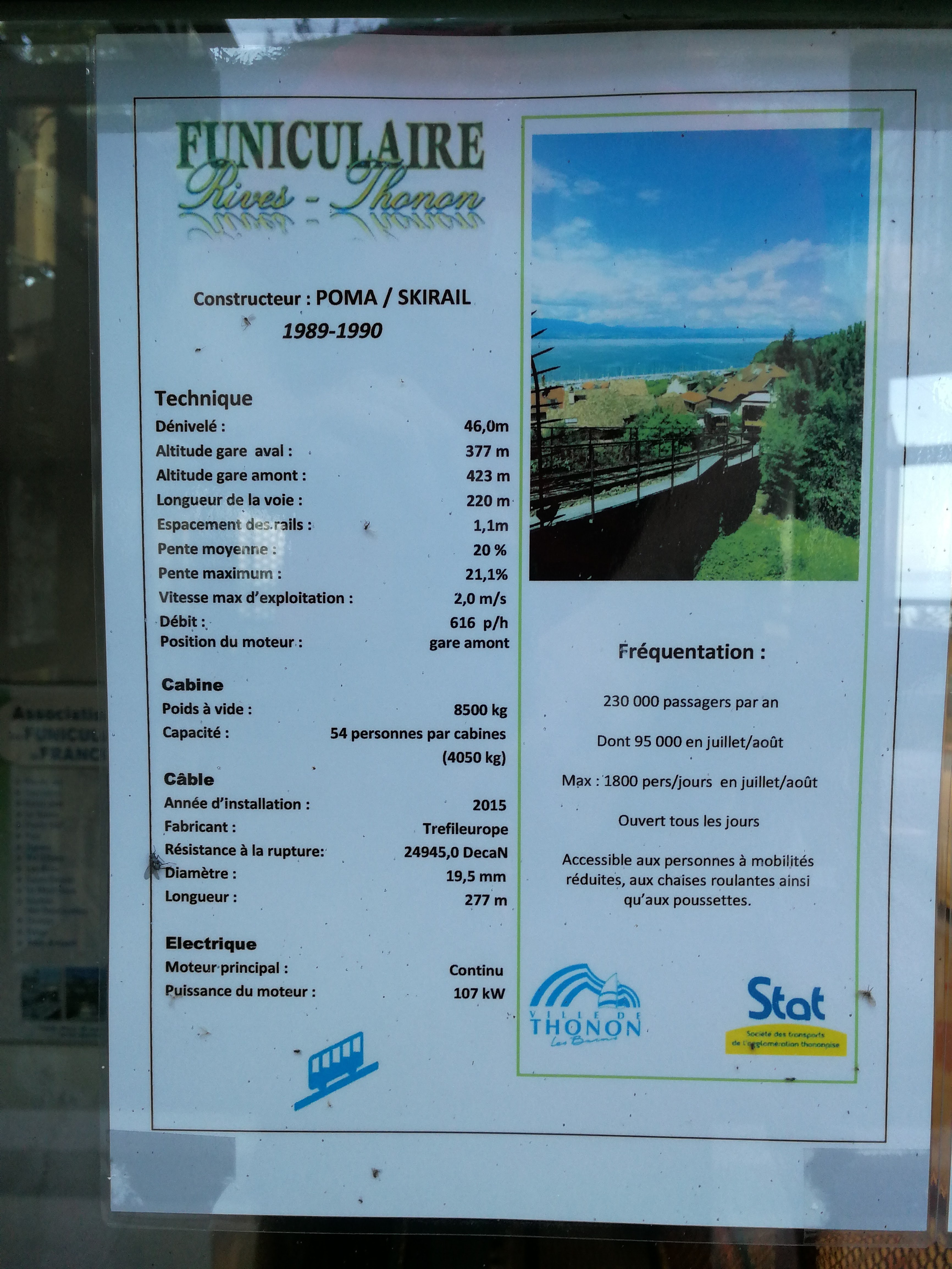
Plaquette technique.
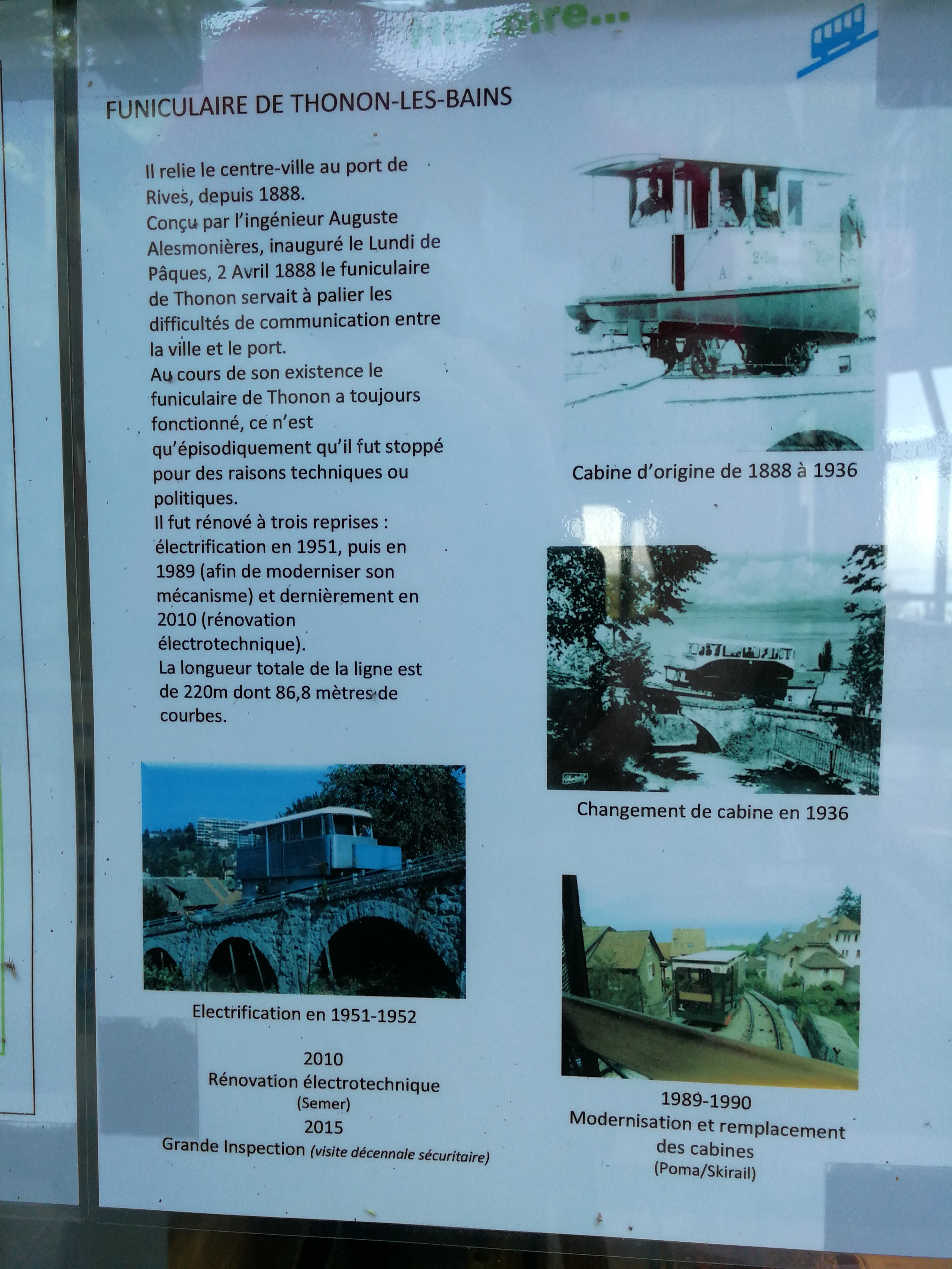
Plaquette informative.

### Liste des stations
Le funiculaire de Thonon ne compte aucune station intermédiaire. Les noms indiqués sont ceux utilisés sur les plans du réseau Star't et coïncident avec les arrêts de bus à proximité.
|  |   |  | Stations         | Commune desservie | Correspondances      |
|  | - |  | ---------------- | ----------------- | -------------------- |
|  | O |  | Port de Rives    | Thonon-les-Bains  | E1 - Débarcadère CGN |
|  | O |  | Funiculaire Haut | Thonon-les-Bains  | C E1                 |

Le code couleur utilisé dans le tableau reprend celui utilisé sur le plan du réseau des transports en commun de Thonon-les-Bains.

### Les cabines
Le funiculaire est exploité depuis 1989 à l'aide de deux cabines de 54 places chacune, pesant 8,5 tonnes à vide, construites pour Poma/Skirail par CFD Industrie à Montmirail. Peintes en vert et blanc, elles offrent de larges surfaces vitrées.

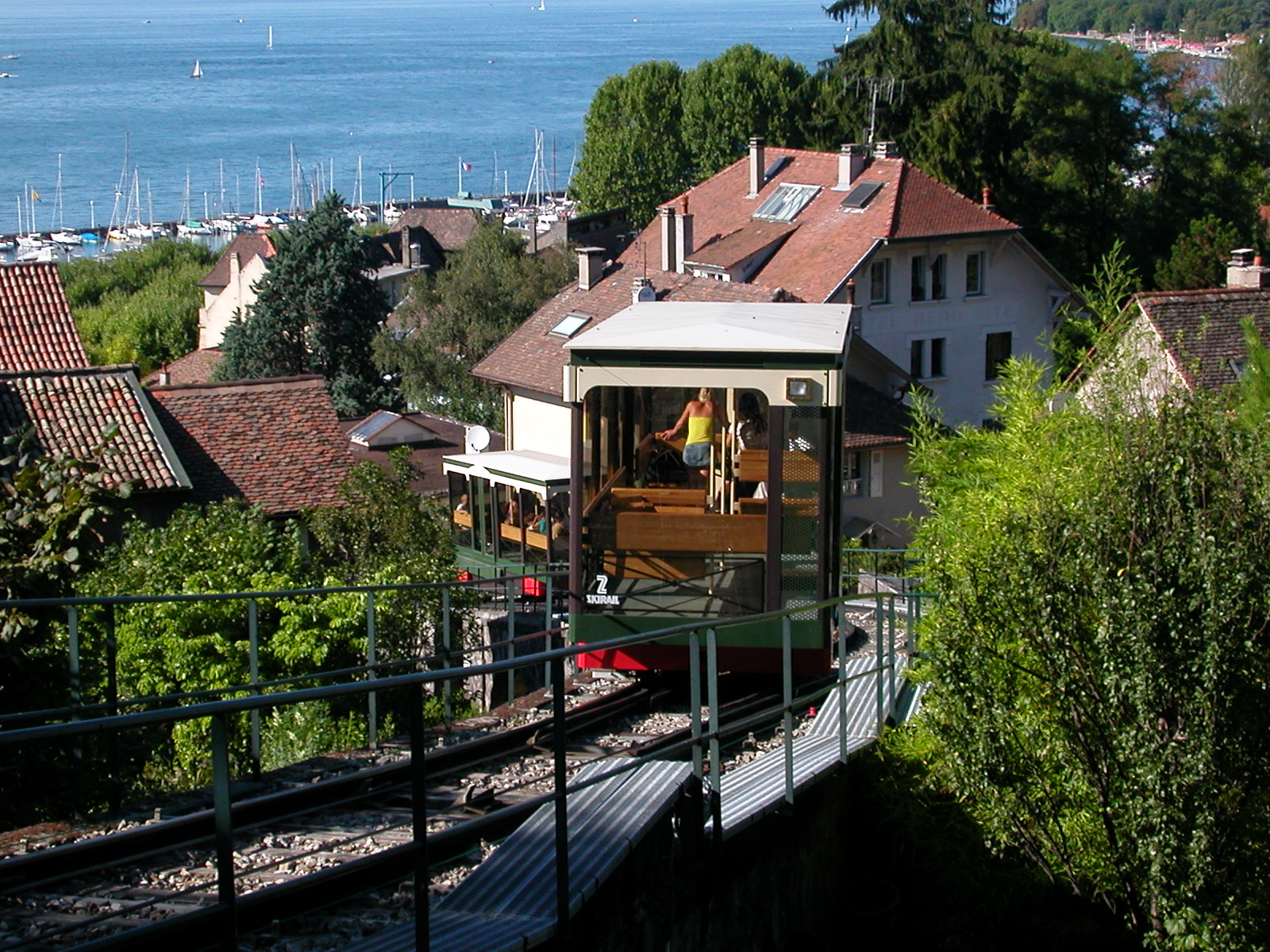
Vue de la cabine 2
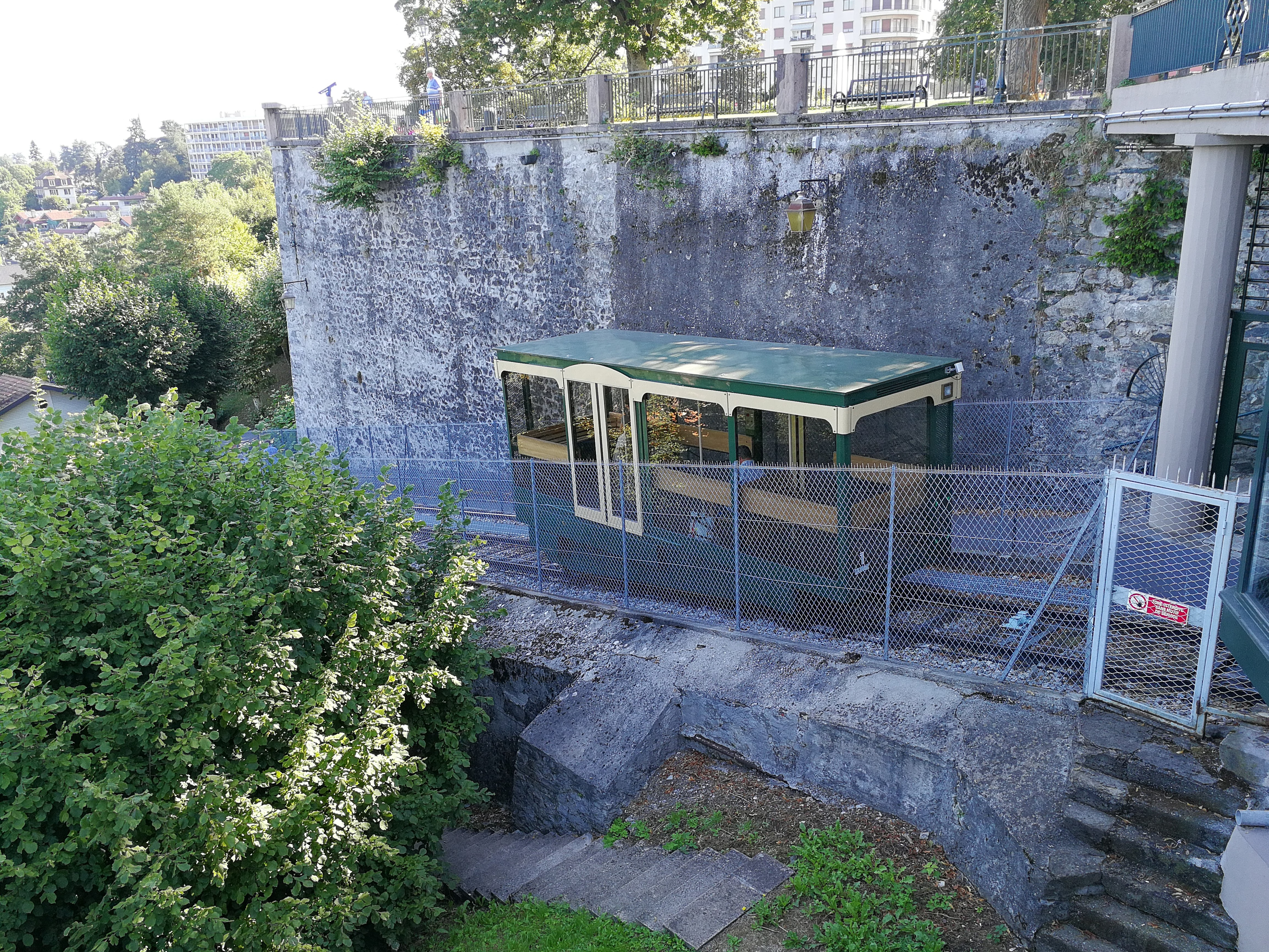
Cabine 1 partant de la gare amont

### Tarifs
La ligne faisant partie du réseau Star't sa tarification s'inscrit dans celle du réseau qui est complètement revue le 19 décembre 2022 : le seul titre valable uniquement sur le funiculaire est l'abonnement annuel funiculaire, tous les autres titres permettant de se déplacer dans la zone tarifaire A sont acceptés.
Le paiement des titres de transport se fait en gare aval avant le départ pour les personnes désirant monter, après le trajet pour les personnes effectuant la descente depuis la gare amont.